# CD Veracruz
Club Deportivo Tiburones Rojos de Veracruz (mer känd som Veracruz eller Tiburones Rojos sv röda hajarna) är en mexikansk fotbollsklubb.

## Utländska spelare 2010/2011
- Andrés Chitiva
- Nelson Sebastián Maz
- Damián Macaluso
- Oscar Ahumada